# Giorgio Ripamonti
Giorgio Ripamonti (Mandello del Lario, 1883 – Mandello del Lario, 1955) è stato un artigiano italiano.

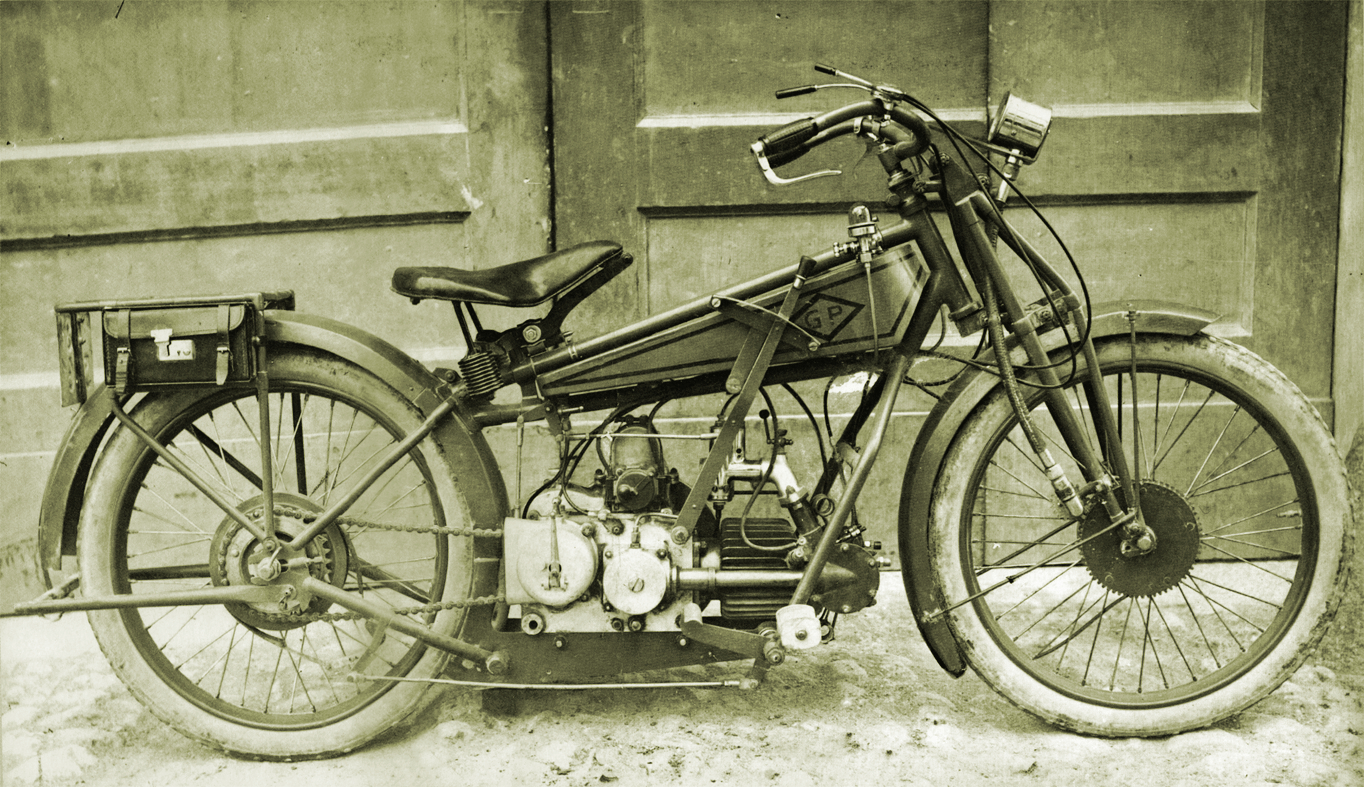
Prototipo della GP Guzzi-Parodi anno 1919

Esperto di meccanica e motori, è ricordato perché Carlo Guzzi (fondatore dell'omonima casa motociclistica) costruì con lui il suo primo prototipo di motocicletta e da lui ebbe importanti insegnamenti. Nella sua officina fu montato il primo prototipo di una 500cc monocilindrica a 4 valvole in testa (denominata allora "GP" dalle iniziali dei cognomi dei primi due soci della Moto Guzzi: Giorgio Parodi e, appunto, Carlo Guzzi) che di lì a poco diverrà il primo modello prodotto in serie dalla casa di Mandello.

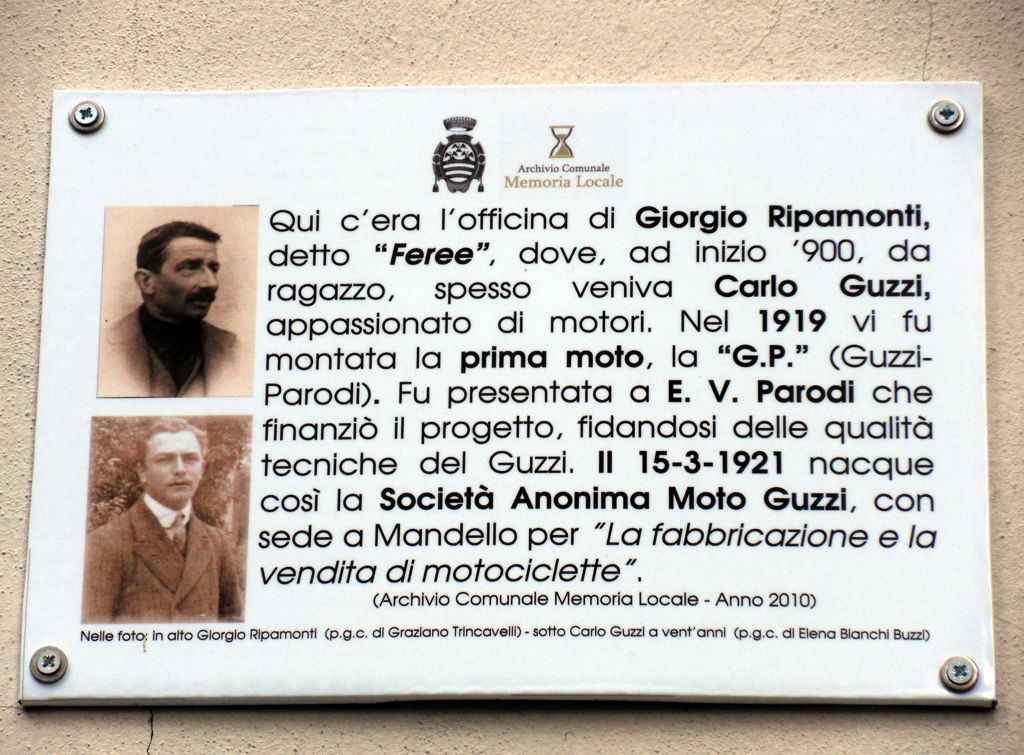
La targa che ricorda l'officina di Ripamonti

Per le celebrazioni del 90º anniversario dalla Moto Guzzi, l'Archivio Comunale Memoria Locale di Mandello del Lario ha posto una targa ricordo nel luogo in cui sorgeva l'antica officina Ripamonti: